# Jan Krokowski
Jan Krokowski (ur. 8 maja 1921 roku w Nowym Sączu, zm. 15 lutego 1980 r. w Katowicach) – nauczyciel, harcerz, dziennikarz, działacz społeczny, wieloletni więzień niemieckich obozów koncentracyjnych.
Podczas okupacji niemieckiej był członkiem harcerskiej organizacji konspiracyjnej Polska Organizacja Białego Orła „Resurectio” (POBOR). Aresztowany w styczniu 1940. W październiku 1940 przewieziony w pierwszym masowym transporcie do Auschwitz-Birkenau (więzień nr 226). Przeniesiony do KL Sachsenhausen w październiku 1944. 2 maja 1945 uwolniony z marszu śmierci. Był świadkiem w procesach przeciwko zbrodniarzom hitlerowskim, w tym w drugim procesie oświęcimskim. Po wojnie pracował jako nauczyciel i działał społecznie. 
Patron ulicy w Nowym Sączu. Odznaczony między innymi Krzyżem Kawalerskim Orderu Odrodzenia Polski oraz Brązowym Krzyżem Zasługi.

## Życiorys
W lecie 1939 roku współorganizował kolonię zuchową w Maszkowicach koło Łącka. 19 lipca kolonia została  przedwcześnie rozwiązana. Jan Krokowski zaangażował się w pracę w Komendzie Hufca, a jego zastęp pełnił rolę pomocniczą w 1. pułku Strzelców Podhalańskich. 1 września harcerze zostali zwolnieni ze służby, jednak zdecydowali się pozostać w pułku jako ochotnicy-żołnierze.
Około 25 września 1939 roku, na stacji kolejowej pod Tarnopolem, wraz z bratem Aleksandrem napotkali brata swojej matki – kapitana piechoty Jana Kosiatego, będącego wówczas sowieckim jeńcem. Odrzucił on ich propozycję pomocy w ucieczce.
W listopadzie 1939 roku, wraz z bratem Aleksandrem, nielegalnie przekroczył granicę ZSRR, by wrócić do Nowego Sącza, znajdującego się w strefie niemieckiej okupacji. Po latach wspominał miasto obwieszone swastykami, stukot ciężkich, podkutych butów, przemarsze oddziałów Wehrmachtu, a także represje, aresztowania, egzekucje i osierocone dzieci.

### Działalność konspiracyjna, pobyt w obozach koncentracyjnych
3 stycznia 1940 roku na ul. Jagiellońskiej w Nowym Sączu spotkał swojego kolegę z harcerstwa, Ludwika Kowalskiego, zaangażowanego w konspiracyjną Polską Organizację Białego Orła „Resurectio” (POBOR), która zajmowała się przerzutem Polaków na Węgry (za granicą tworzyły się polskie armie), kolportowaniem ulotek. Myślano o szkoleniach wojskowych w celu podjęcia przyszłej walki zbrojnej.
4 stycznia złożył przysięgę przynależności do organizacji. Była ona już wtedy intensywnie rozpracowywana przez Gestapo. Liczniejsze aresztowania zaczęły się 16 stycznia, a sam Krokowski został aresztowany 18 stycznia. Wraz z innymi członkami osadzono go w więzieniu w Nowym Sączu. Razem z częścią więźniów został przeniesiony do więzienia w Tarnowie, skąd 14 czerwca 1940 roku trafił do Auschwitz pierwszym masowym transportem. Ludwik Kowalski, który wcześniej go zwerbował, pozostał w więzieniu w Nowym Sączu i jako przywódca POBOR, znalazł się wśród 93 osób rozstrzelanych z rozkazu Heinricha Hamanna w lesie pod Trzetrzewiną, w ramach akcji pod kryptonimem Generalnamenstag – „Imieniny Generała”, nawiązującej do imienin generała Władysława Sikorskiego. Egzekucja, stanowiąca część akcji AB, odbyła się 27 czerwca 1940 roku.
W Auschwitz, wspólnie z Tadeuszem Wąsowiczem (który przebywał w obozie od 12 sierpnia 1941 do 12 grudnia 1944 r.), Krokowski zorganizował potajemną wigilię dla około 15 młodych więźniów różnych narodowości i wyznań. Był świadkiem żałoby posła Jakuba Bodzionego po śmierci syna Antoniego.
W październiku 1944 przeniesiony do KL Sachsenhausen. Pracował tam jako sprzątacz, murarz i goniec. Wykonywał również pracę przy budowie fabryki DAW (Deutsche Ausrüstungswerke).
Po ewakuacji obozu uwolniony z marszu śmierci 2 maja 1945 w okolicy Lubeki przez wojska brytyjskie. Następnie leczył się z chorób nabytych podczas uwięzienia, m.in. z tyfusu. W brytyjskiej strefie okupacyjnej pisywał dla lokalnej polskiej gazety „Jutrzenka” i pracował jako tłumacz języka niemieckiego. Do Nowego Sącza wrócił w marcu 1946 roku.

### Działalność powojenna
Po powrocie został nauczycielem. Uczył w szkołach podstawowych w Korzennej, Zabełczu, Łącku, Kąclowej i Nowym Sączu
Działał w Związku byłych Więźniów Politycznych, w Związku Bojowników o Wolność i Demokrację oraz w Związku Inwalidów Wojennych.
Nadzorował sprawy wychowania fizycznego w szkołach z ramienia Inspektoratu Oświaty w Nowym Sączu. W latach 1951–1960 był przewodniczącym Powiatowego Komitetu Kultury Fizycznej i Turystyki w Nowym Sączu. Z jego inicjatywy odbywał się Wyścig Kolarski Szosami Doliny Popradu i spartakiady dziecięce.
W latach 1963–1979 kierował radiowęzłem w Zakładach Naprawczych Taboru Kolejowego w Nowym Sączu. Pozostawił tam taśmy z nagraniami swoich wspomnień.

#### Uczestnictwo w procesach przeciw niemieckim zbrodniarzom
17 lipca 1946 roku zeznawał w Krakowie przeciwko Rudolfowi Hößowi.
15 września 1947 w sądzie w Nowym Sączu zeznał przeciwko zbrodniarzom hitlerowskim. Obciążone jego zeznaniami osoby to Hans Aumeier, Max Grabner, Heinrich Josten, Ludwig Plagge i Paul Szczurek.
Był świadkiem w drugim procesie oświęcimskim. Zeznał, że twórcą narzędzia tortur zwanego „huśtawką” był Wilhelm Boger, wbrew twierdzeniom oskarżonego, który utrzymywał, że istniało ono jeszcze przed jego przybyciem do obozu. 
11 września 1964 roku w Bochum zeznawał przeciw Heinrichowi Hamannowi. 

### Śmierć
Zmarł 15 lutego 1980 r. w Katowicach. Spoczywa na cmentarzu przy Śniadeckich w Nowym Sączu.

## Życie prywatne

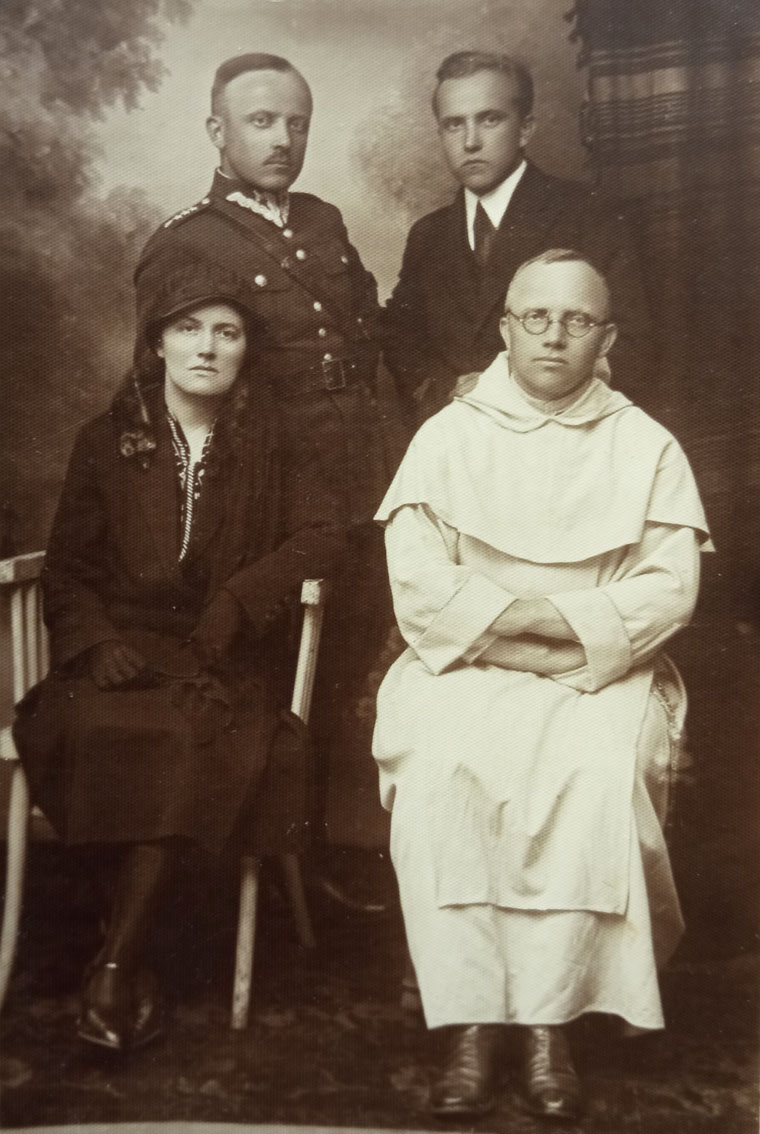
Matka Jana Krokowskiego Zofia z domu Kosiaty wraz z braćmi. Zgodnie ze wskazówkami zegara: Zofia, kpt. Jan Kosiaty, Czesław i dominikanin Michał (o. Kajetan). Zdjęcie wykonano między 1933 a 1939 rokiem.

Był synem kolejarza Jana Krokowskiego (1976–1950) i Zofii z domu Kosiaty (ur. 29 VIII 1890 w Zbyszycach, zm. 12 IV 1963). 
Brat jego matki, kapitan zawodowy piechoty Jan Kosiaty, został zamordowany w Charkowie.
Miał starszego brata Stanisława (1911–1987) i młodszego Aleksandra (ur. 1923, zm. 2010 we Wrocławiu).
Jego żoną była Maria, 14 lutego 1959 urodził im się syn Jacek.

## Odznaczenia i upamiętnienia
Odznaczony:
1. Brązowym Krzyżem Zasługi - w roku 1954.
2. Medalem Zwycięstwa i Wolności, 1959 r.
3. Złotą Odznaką - Zasłużony dla rozwoju Sądecczyzny - 1969 r
4. Krzyżem Zasługi dla ZHP - 1975 r.
5. Złotą Tarczą Herbową miasta Nowego Sącza - 1976 r.
6. Krzyżem Kawalerskim Orderu Odrodzenia Polski - 1977 r.
7. Złotą Odznaką - Za zasługi dla Województwa Nowosądeckiego - 1978 r.

Decyzją rada miejskiej Nowego Sącza został patronem ulicy na osiedlu Gorzków.

## Linki Zewnętrzne
- Zeuge: Jan Krokowski - Frankfurter-Auschwitz-Prozess, YouTube – Nagrania zeznań Jana Krokowskiego w 2. procesie oświęcimskim